# Bathycalanus sverdrupi
Bathycalanus sverdrupi is een eenoogkreeftjessoort uit de familie van de Megacalanidae. De wetenschappelijke naam van de soort is voor het eerst geldig gepubliceerd in 1958 door Johnson M.W..